# الدار الله وردیف
الدار الله وردیف (اوکراینی: Аллахвердиев Эльдар Гафарович؛ زادهٔ ۲۸ ژوئن ۱۹۷۸) بازیکن فوتبال اهل اوکراین است.